# Дубенський Григорій Костянтинович
Григорій Костянтинович Дубенський (? — після 1676) — український іконописець XVII ст.

## Життєпис
Стосовно життя Григорія Дубенського мало відомостей. Ймовірно народився у м. Дубно. Звідси, можливо, отримав прізвисько Дубенський, або батько мав таке саме прізвище. Невідомо де й коли прийняв постриг й отримав ім'я Геннадій. Стосовно вчителів Дубенського немає інформації.
Період розквіту творчості припадає на час перебування Дубенського у Чернігівському Іллінському монастирі у 1650—1670 роках. Згодом отримав сан диякона. Остання згадка про нього датується 1676 роком, коли Дубенський у складі групи ченців відвідав Москву, де знайомився зі списками ікон.
Найвідомішою іконою є «Іллінська Богоматір», яку було створено у 1658 році. Вона знаходилася в Іллінській церкві. Відомо також, що Дубенський залишив по собі талановитих учнів.